# Fred M. Vinson
Frederick "Fred" Moore Vinson (Louisa, Kentucky, 22 januari 1890 – Washington D.C., 8 september 1953) was de dertiende Opperrechter (Chief Justice) van het Amerikaanse Hooggerechtshof.
Vinson zetelde twaalf jaar, van 1924 tot 1929 en van 1931 tot 1938, als volksvertegenwoordiger voor Kentucky in het Amerikaans Huis van Afgevaardigden. Hij was lid van de Democratische Partij. In 1937 maakte hij de overstap van wetgevende naar rechterlijke macht en werd hij door president Franklin Delano Roosevelt benoemd als rechter bij het Hof van Beroep voor het circuit van het District of Columbia. In 1943 maakte hij de overstap naar de uitvoerende macht en werd hij directeur van het Office of Economic Stabilization. Van 1945 tot 1946 was hij Amerikaans minister van Financiën in het kabinet van president Harry S. Truman. In die positie was hij betrokken bij de oprichting van, en eerste voorzitter van zowel de International Bank for Reconstruction and Development als het Internationaal Monetair Fonds.
Na het overlijden van Harlan Fiske Stone werd hij door president Harry Truman voorgedragen als rechter voor het Hooggerechtshof. De Amerikaanse Senaat stemde op 20 juni 1946 in met die benoeming. Hij nam de functie op op 22 juni dat jaar.
Aan de orde tijdens zijn mandaat waren zaken van rassensegregatie, vakbonden, het communisme, spionage en de Koude Oorlog (met ook de bevestiging van het doodsvonnis van Julius en Ethel Rosenberg). Bij zijn overlijden behandelde het Hooggerechtshof net de zaak Briggs vs. Elliott.
Als Opperrechter was hij betrokken bij de inauguratie van de presidenten Harry S. Truman (diens tweede termijn) en Dwight D. Eisenhower. 
- Gemeinsame Normdatei: 119001721
- International Standard Name Identifier: 0000 0000 4110 5715
- Library of Congress Control Number: n88059205
- National Archives and Records Administration: 10572231
- Nationale Bibliotheek van Israël: 987007422393005171
- SNAC: w6g55dn8
- Biographical Directory of the United States Congress: V000106
- Virtual International Authority File: 42638446
- WorldCat: E39PBJqFHjVtC7rDgvq9xW94bd

Samuel Alito · Amy Coney Barrett · Neil Gorsuch · Ketanji Brown Jackson · Elena Kagan · Brett Kavanaugh · John Roberts · Sonia Sotomayor · Clarence Thomas
John Jay (1789–1795) · John Rutledge (1795) · Oliver Ellsworth (1796–1800) · John Marshall (1801–1835) · Roger Taney (1836–1864) · Salmon Chase (1864–1873) · Morrison Waite (1874–1888) · Melville Fuller (1888–1910) · Edward Douglass White (1910–1921) · William Howard Taft (1921–1930) · Charles Evans Hughes (1930–1941) · Harlan Stone (1941–1946) · Fred Vinson (1946–1953) · Earl Warren (1953–1969) · Warren Burger (1969–1986) · William Rehnquist (1986–2005) · John Roberts (2005–heden)